# Чорна Річка (присілок, Всеволожський район)
Чорна Річка (рос. Чёрная Речка) — присілок у Всеволожському районі Ленінградської області Російської Федерації.
Населення становить 8 осіб. Належить до муніципального утворення Морозовське міське поселення.

## Історія
Від 1 серпня 1927 року належить до Ленінградської області.

## Населення
| 2007 | 2010 | 2017 |
| ---- | ---- | ---- |
| 15   | ↘6   | ↗8   |